# えき☆スタ

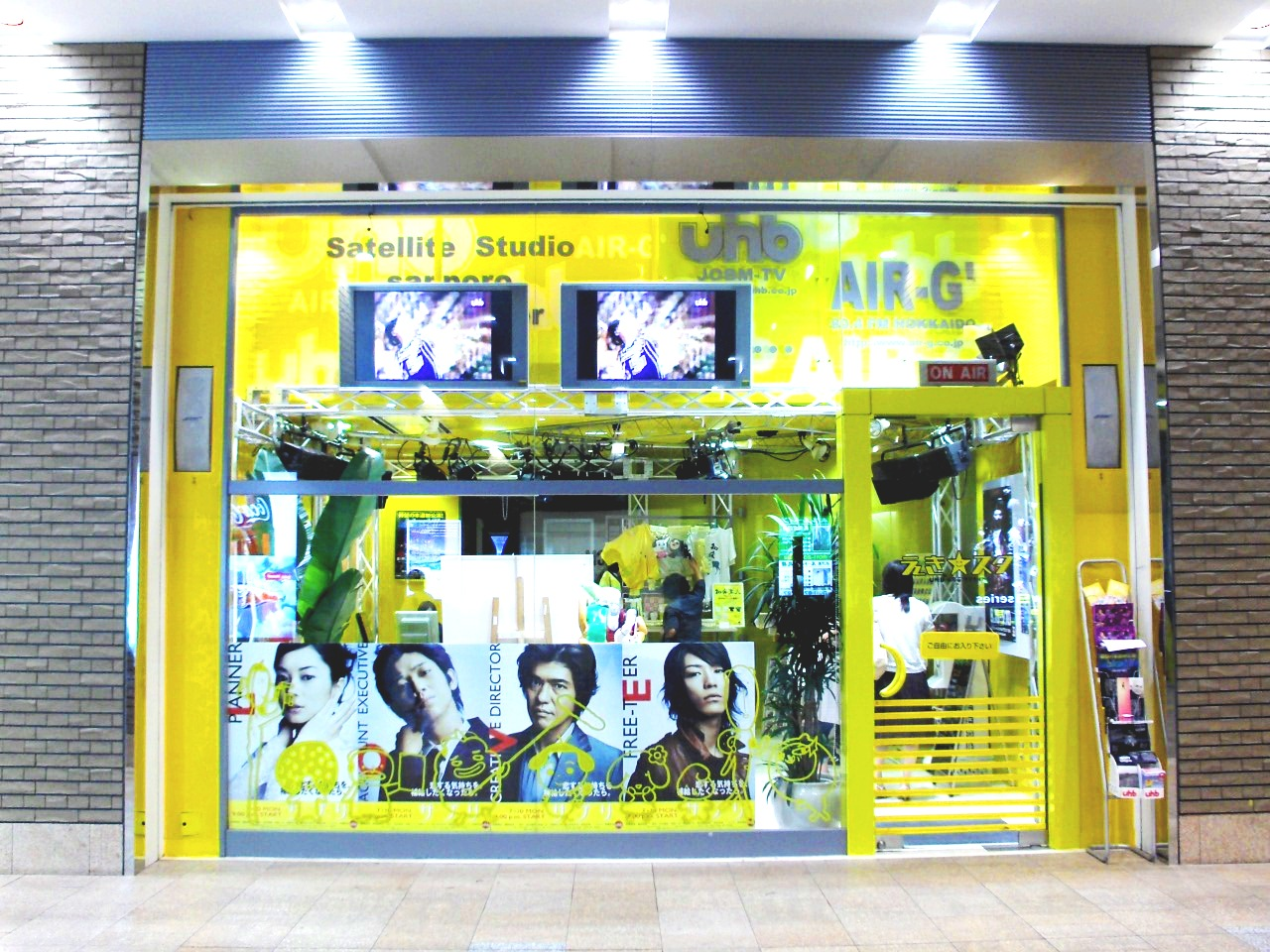
えき☆スタ

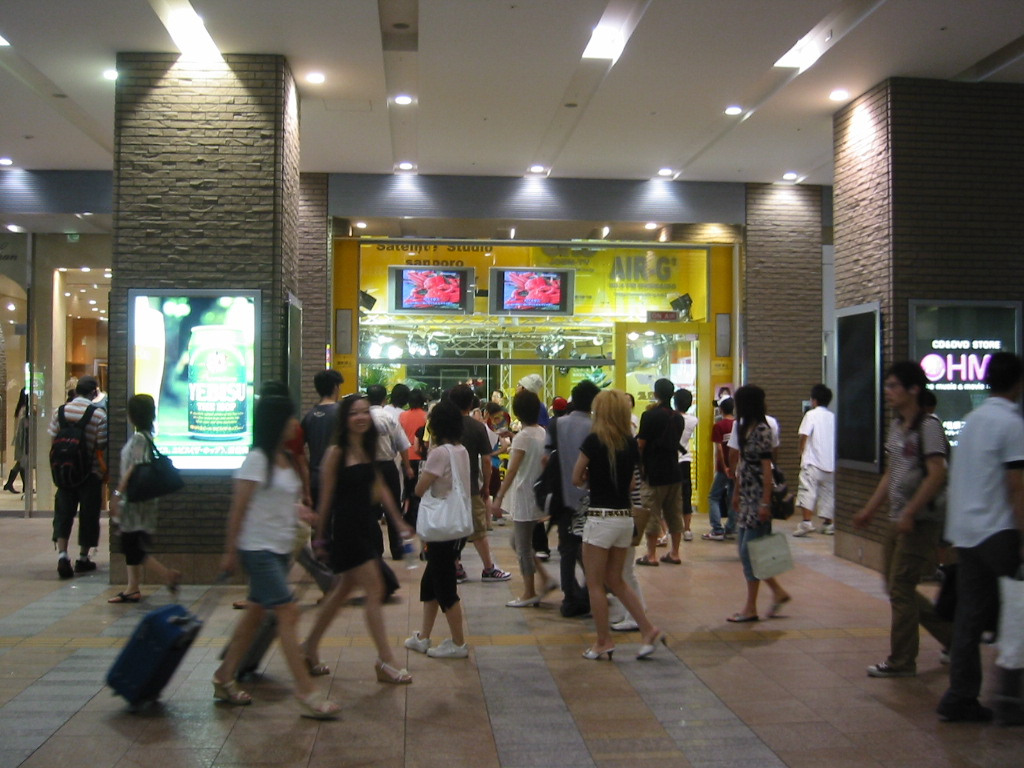
放送中のえき☆スタに集まる人々

えき☆スタは、北海道札幌市中央区にかつて所在していたサテライトスタジオ。

## 概要
2003年3月、札幌駅内の札幌ステラプレイス／センター東コンコースにてオープン。北海道文化放送（UHB）とエフエム北海道（AIR-G'）が共同で開設したスタジオであり、テレビ・ラジオの放送局が共同でスタジオを持つことは道内初の試みでもあった。
スタジオの広さは66平方メートルで、ミキシング卓が共用できるなど大きな利点があった。カラーはビビッドイエローで統一されており、テーマもそれに合わせて「幸せの黄色いスタジオ」とされていた。前面ガラスは、普段は素通しで中を見ることができるが、電気を流すことにより100インチの大型スクリーンとしても機能。番組の準備中などはカーテンがかけられることもあった。またスタジオには、UHBやフジテレビ系列の番組グッズなどを販売するショップも併設されており、営業時間である10:00 - 21:00までの間は、番組の放送中とその前後を除いて誰でも自由に中に入ることができた。
観覧用のスペースは特に設けられていないため、番組のゲストで著名人が来訪したりする際には見物客がコンコースにまであふれることがあり、その場合警備員が配置されることもある。番組によってはスタジオ前で早い時間から、熱心なファンが場所取りや座り込みに及ぶことまであり、特にこの現象が顕著だったUHB制作のローカルワイド番組『タカアンドトシのどぉーだ!』（2007年4月 - 2009年3月）は、2008年9月をもってえき☆スタからの放送を取りやめている。
本スタジオを使用していた局のうち、UHBは情報番組『えきニジ』（2008年3月 - 2009年3月）を最後に本スタジオ発の番組制作を終了。AIR-G'もそれに先立つ2008年11月より、サテライトスタジオ「AIR-G' studio iias」をイーアス札幌（札幌市白石区東札幌に所在するショッピングセンター、2023年現在は「ラソラ札幌」へと改称の上営業中）に開設・移転しており、2009年4月以降は実質的にスタジオとして機能することはなくなった。その後も本スタジオの使用が再開されないまま、同年7月20日をもって閉鎖され、跡地はハンドクリームやコスメグッズなどを販売する店舗となっている。

## 放送されていた番組
- UHB
  - えき☆スタ発
  - YASUのえき☆スタ@noon
  - 土曜えき☆スタUP
  - タカアンドトシのどぉーだ!
  - えきニジ
- えき☆スタ1
- AIR-G'
  - R advance RAD'S